# Hermine Jules
Hermine Jules, eigentlich Hermine Julisch (1850 in Brünn – 21. Juni 1901 ebenda) war eine mährische Theaterschauspielerin.

## Leben
Hermine Jules, die Tochter eines Tanzlehrers, zeigte schon frühzeitig Talent für die Bühne, die sie auch in jungen Jahren betrat. Nachdem sie am Interimstheater als Soubrette eine Zeit gewirkt hatte, schloss sie sich ihrem Direktor (Klang) auf eine Tournee nach Amerika an. Jules war auch am Stadttheater unter Heinrich Laube tätig, von wo sie an das Theater an der Wien übertrat. Hier erregte sie in der Rolle einer Köchin (im deutsch-böhmischen Dialekt) die allgemeine Aufmerksamkeit. Danach kehrte sie in ihre Heimatstadt Brünn zurück und wirkte am dortigen Stadttheater. 1898 trat die Künstlerin in den Verband des Deutschen Volkstheaters, das sie jedoch krankheitshalber 1900 verlassen musste. Sie kehrte nach Brünn zurück ohne je wieder die Bühne zu betreten. Am 21. Juni 1901 nahm sie sich das Leben.
Ihr Bruder war der Theaterschauspieler Anton Jules.